# 巴塔萨·科马库
巴塔薩·科馬庫·巴塔薩松（1966年2月27日—）是一名冰岛男演员、戏剧与电影导演、制片人。父亲是西班牙画家Baltasar Samper。
他导演的知名电影有《冰點下的幸福》（2000年）、《渔门恩怨》（2002年）《飛向天堂》（2005年）和《冰島犯罪現場》（2006年，获得水晶地球仪奖）。
美国作品如2012年犯罪片《禁运品》、2013年喜剧动作片《双龙出手》和2015年冒险片《聖母峰》。

## 电影作品

### 导演
- 《冰點下的幸福（英语：101 Reykjavík）》（2000）
- 《渔门恩怨（英语：The Sea (2002 film)）》（2002）
- 《飛向天堂（英语：A Little Trip to Heaven）》（2005）
- 《冰島犯罪現場（英语：Jar City (film)）》（2006）
- 《白夜婚禮（英语：White Night Wedding）》（2008）
- 《救女心切（英语：Inhale (film)）》（2010）
- 《禁运品》（2012）
- 《冰海寒深（英语：The Deep (2012 film)）》（2012）
- 《双龙出手》（2013）
- 《聖母峰》（2015）[1]
- 《冰岛誓言（英语：The Oath (2016 film)）》（2016）
- 《我願意》（2018）
- 《獸》（2022）[2]

### 演员
- Devil's Island (1996) as Baddi
- Angels of the Universe (2000) as Óli
- No Such Thing (2001) as Dr. Artaud
- Me and Morrison (2001) as Askildsen
- Reykjavík-Rotterdam (2008) as Kristófer

## 電視作品
- 《困獸之鬥（英语：Trapped (Icelandic TV series)）》（2015–）
- 《卡特拉之謎（英语：Katla (TV series)）》（2021）